# Odontolabis ludekingi
Odontolabis ludekingi là một loài bọ cánh cứng trong họ Lucanidae. Loài này được Snellen von Vollenhoven mô tả khoa học năm 1861.